# Jean Piveteau
Jean Piveteau (* 23. September 1899 in Rouillac (Département Charente); † 7. März 1991 in Paris) war ein französischer Paläontologe. Sein besonderes Interesse galt den fossilen Wirbeltieren und der Evolution des Menschen.
Piveteau ging in Angouleme und Paris zur Schule.
Er studierte in Paris bei Marcellin Boule und war danach an der École des Mines. 1938 wurde er Dozent (Maitre de Conférences) an der Sorbonne und 1942 wurde er dort Professor für Paläontologie. Er hatte einen breiten philosophisch-kulturellen Hintergrund und unterrichtete neben Paläontologie auch 1941 bis 1945 Methodenlehre der Wissenschaften und Logik. Er förderte Ausgrabungen über prähistorische Menschen in Frankreich als Präsident des Conseil Supérieure de la Recherche Archéologique sowie insbesondere die Zusammenarbeit mit und Ausgrabungen in Israel (er war zeitweise Präsident der von Jean Perrot (1920–2012) gegründeten Gesellschaft Paléorient) und befasste sich selbst vor allem mit Neandertalern. Mit Teilhard de Chardin war er seit Studententagen befreundet.
Er war der erste Präsident der Fondation Teilhard de Chardin (von 1964 bis 1982), sein Nachfolger wurde Henry de Lumley.
1960 wurde er Ehrenmitglied der Society of Vertebrate Paleontology. Er war seit 1956 Mitglied der Académie des sciences und war Präsident des Institut de France. Die Académie royale des Sciences, des Lettres et des Beaux-Arts de Belgique nahm ihn 1961 als assoziiertes Mitglied auf.
Bekannt ist er auch als Herausgeber eines französischen Handbuchs der Paläontologie.

## Schriften
- Herausgeber: Traité de paléontologie, 7 Bände, 1952–1969 (von ihm besonders Beiträge zu Band 7 zur Paläoanthropologie)
- Des premiers vertébrés à l'homme (1973)
- Origine et destinée de l'homme (1983)
- La main et l'hominisation (1991)